# Michael Sundin
Michael Sundin (Low Fell, 1º marzo 1961 – Newcastle-upon-Tyne, 23 luglio 1989) è stato un conduttore televisivo, attore e ballerino britannico.

## Biografia
Michael Sundin nacque a Low Fell, Gateshead, figlio di Alan e Joyce Sudin e fratello di David Sundin.
Dopo aver vinto cinque titoli nazionali come ginnasta, nel 1980 Sundin esordì nel mondo dello spettacolo, recitando accanto a Barbara Windsor nello spettacolo musicale Jack e il fagiolo magico. Nel 1982 fece il suo esordio sulle scene londinesi nel musical Cats, rimanendo nel cast fino al 1983 nel ruolo di Bill Bailey. Sempre nel 1983 fece il suo esordio cinematografico con il film Forever Young e il suo esordio televisivo con la serie The Cleopatras. Nel 1985 interpretò Tik-Tok nel film della Disney Nel fantastico mondo di Oz e interpretò il ruolo anche in televisione in The Walt Disney Comedy and Magic Revue e nel programma della BBC Blue Peter. Qui, fu notato dalla produttrice Biddy Baxter, che lo scelse come successore di Peter Duncan nel ruolo di conduttore del programma.
Il primo episodio di Blue Peter condotto da Sundin fu trasmesso il 13 settembre 1984 e il presentatore condusse 77 episodi fino al 24 giugno 1985. Sundin fu licenziato per gli ascolti bassi e per le lamentele degli spettatori, che lo consideravano effeminato ed erano rimasti scandalizzati quando i tabloid avevano rivelato l'omosessualità del conduttore, ritratto in atteggiamenti intimi con diversi uomini, tra cui uno spogliarellista. Dopo un'ultima apparizione cinematografica nel 1987 con Cuor di leone, Michael Sundin tornò a dedicarsi al teatro. Nella stagione teatrale 1987/1988, Sundin recitò nella tournée britannica nel musical Sette spose per sette fratelli, a cui seguì il tour australiano e giapponese di Starlight Express.
La salute di Sundin deteriorò bruscamente nel 1988, portandolo alla morte nel luglio dell'anno successivo. Per quanto la causa ufficiale riportata dal Times fosse cancro al fegato e lo stesso Sundin avesse negato di essere sieropositivo, il presentatore morì di complicazioni legate all'AIDS.

## Filmografia

### Cinema
- Forevor Young, regia di David Drury (1983)
- Nel fantastico mondo di Oz (Return to Oz), regia di Walter Murch (1985)
- Dreamchild, regia di Gavin Millar (1985)
- Cuor di leone (Lionheart), regia di Franklin J. Schaffner (1987)

### Televisione
- The Cleopatras - serie TV, episodio 1x8 (1983)
- Blue Peter - serie TV, 77 episodi (1984-1985)
- Danger: Marmalade at Work - serie TV, episodio 1x10 (1984)
- Artists and Models - serie TV, episodio 1x3 (1986)

## Doppiatori italiani
- Norman Mozzato in Nel fantastico mondo di Oz